# Рат Босне и Дубровника (1403—1404)
Рат Босне и Дубровника је представљао војни поход Краљевине Босне, на челу са краљем Стефаном Остојом, на Дубровачку републику, који је трајао од 1403. до 1404. године, а службено је завршен, у мају 1405. године потписивањем примирја, између двије стране.
Краљ Остоја је искористио слабости угарског владара Жигмунда Луксембуршког и 1403. се окомио на Дубровник који је био угарски вазални посјед. Отвореном нападу је претходило неколико важних догађаја. У Дубровник су се склањали угрожени властелини који нису били Остојини истомишљеници као што је био Павле Радишић. У тражењу повода за напад Остоја се позивао на то да Дубровник треба да врати приморје које им је он дао 1399. и на крају да треба да извјеси босанску заставу као знак да признаје врховну власт Краљевине Босне. Дубровчани нису прихватили Остојине захтјеве и дошло је до сукоба 1403.

## Ток битке
Војску Краљевине Босне је предводио са сјевера војвода Радич Санковић који је успио да истјера представнике дубровачке власти из добијеног приморја и сведе је на раније границе. И други великаши су са других страна нападали на дубровачки териториј, са југа и истока кнез Павле Раденовић и војвода Сандаљ Хранић Косача. Једина снага која је могла помоћи Дубровчанима био је херцег Хрвоје Вукчић Хрватинић који је имао јак утицај на краља Остоју и босанске велможе. Хрвојева позиција му то ипак није дозвољавала. Хрвоје је био главна снага Ладислава Напуљског, противника Жигмунда Луксембуршког, а тиме и противника Дубровника који је признавао Анжујца за свог сизерена. Мада су достизали до зидина Дубровника војска Краљевине Босне није могла војно да савлада Дубровчане. До јењавања сукоба дошло је крајем 1403, а спорадичних чарки било је и даље, па и почетком 1404.

## Посљедице битке
Хрвојева иницијатива за помирење је донијела резултате. Он је око себе окупио босанску властелу која је била против наставка рата. Свргавањем краља Остоје маја 1404. створени су услови за мир између Босне и Дубровника. Због неријешеног питања спорног села Лисац, мир је потписан тек наредне 1405.